# Miyako Sumiyoshi
Miyako Sumiyoshi (Japans: 住吉 都, Sumiyoshi Miyako) (Kushiro, 19 maart 1987 – Nagano, 20 januari 2018) was een Japans langebaanschaatsster. 
Sumiyoshi was gespecialiseerd op de 500 en 1000 meter en maakte onderdeel uit van de Japanse universiteitsploeg met onder meer Nao Kodaira. 
Op 20 januari 2018 werd zij dood gevonden in haar huis in Nagano. Sumiyoshi werd 30 jaar.

## Records

### Persoonlijke records
| Afstand    | Tijd    | Datum             | Baan           |
| ---------- | ------- | ----------------- | -------------- |
| 500 meter  | 37,55   | 15 november 2013  | Salt Lake City |
| 1000 meter | 1.15,59 | 29 september 2012 | Calgary        |
| 1500 meter | 2.05,28 | 24 oktober 2008   | Nagano         |
| 3000 meter | 4.34,80 | 21 december 2005  | Nagano         |
| 5000 meter | 8.00,71 | 16 december 2005  | Ikaho          |

## Resultaten
| Jaar | WK Sprint                | Olympische Spelen  | WK afstanden       | Wereldbeker        |
| ---- | ------------------------ | ------------------ | ------------------ | ------------------ |
| 2012 |                          |                    | 12e 500m           | 13e 500m 30e 1000m |
| 2013 | 13e (11e, 19e, 7e, 11e)  |                    | 15e 500m 14e 1000m | 12e 500m 15e 1000m |
| 2014 | 13e (11e, 18e, 10e, 13e) | 14e 500m 22e 1000m |                    | 10e 500m 24e 1000m |
| 2015 |                          |                    | 15e 500m 21e 1000m | 14e 500m 18e 1000m |

- = geen deelname